# Charles Chetwynd-Talbot, 22. Earl of Shrewsbury

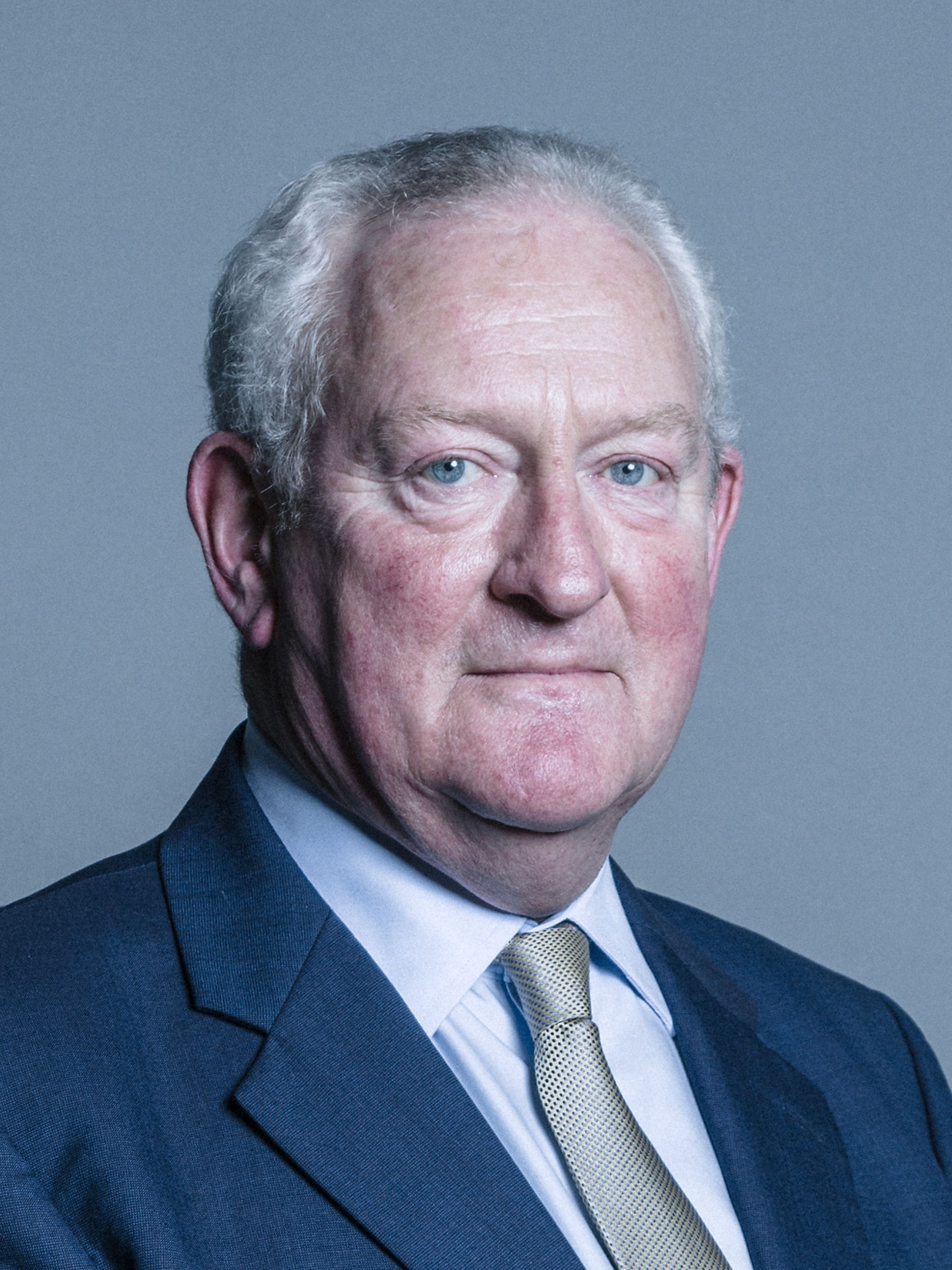
Charles Chetwynd-Talbot, 22. Earl of Shrewsbury

Charles Henry John Benedict Crofton Chetwynd Chetwynd-Talbot, 22. Earl of Shrewsbury, DL (* 18. Dezember 1952) ist ein britischer Peer und Politiker der Conservative Party.

## Leben und Karriere
Chetwynd-Talbot ist der älteste Sohn von John Chetwynd-Talbot, 21. Earl of Shrewsbury (1914–1980), und Nadine Crofton (1913–2003). Er hat einen jüngeren Bruder und vier ältere Schwestern. Als Heir apparent seines Vaters führte er zu dessen Lebzeiten den Höflichkeitstitel Viscount Ingestre. Er besuchte die Harrow School in London. Im Alter von 16 Jahren verließ er die Schule und wurde Student auf einem landwirtschaftlichen Betrieb in Shropshire.
Von 1988 bis 1991 war er stellvertretender Vorsitzender (Deputy Chairman) der Britannia Building Society, von 1983 bis 1992 war er dort Direktor. Er ist Schirmherr (Patron) des St Giles Hospice. Er ist Ehrenpräsident der SSAFA Forces Help (Wolverhampton) und Vizepräsident (Vice-President) des Shropshire Building Preservation Trust sowie Vizepräsident der Staffordshire Small-bore Rifle Association. Von 1992 bis 1997 war er Präsident der Building Societies Association und von 1996 bis 1997 beim British Institute of Innkeepers. Außerdem war er Präsident der Gun Trade Association. 
Von 1994 bis 1999 war er Vorsitzender (Chairman) des Firearms Consultative Committee. Von 1997 bis 2001 war er Direktor der Minibus Plus Ltd. Beim British Shooting Sports Council war er von 2001 bis 2008 Vorsitzender und ist dort seit 2008 Präsident. Er ist Schirmherr (Patron) des Albrighton Moat Project.
Bei der University of Wolverhampton war er von 1993 bis 1999 Kanzler.
Als derzeitiger Earl of Shrewsbury bekleidet er das Zeremonialamt des Lord High Steward of Ireland. Seit 1994 ist er Deputy Lieutenant von Staffordshire. Er ist Vorsitzender der Dungarvan Estates Limited.
Chetwynd-Talbot gehört der Hereditary Peerage Association derzeit nicht an.

## Mitgliedschaft im House of Lords
Nach dem Tod seines Vaters am 12. November 1980 erbte er dessen Adelstitel als 22. Earl of Shrewsbury, 22. Earl of Waterford, 7. Earl Talbot, 7. Viscount Ingestre und 9. Baron Talbot of Hensol und den damit verbundenen Sitz im House of Lords. Seine Antrittsrede hielt er am 25. Februar 1982. Zunächst saß er als Crossbencher. Nunmehr ist er Whip der Konservativen.
Als seine politischen Interessen gibt er auf der offiziellen Webseite des House of Lords Agrarwirtschaft, Umwelt, Bauwirtschaft, Immobilien, West Midlands, Rohstoffgewinnung, Schusswaffen und Schießsport an. 
Durch den House of Lords Act 1999 verlor er sein automatisches Anrecht auf seinen Sitz. Daher stellte er sich zur Wahl und landete auf Platz 36 von 42 erfolgreichen Kandidaten seiner Partei. 
Seine Anwesenheit bei Sitzungstagen lag ab Ende der 1990er Jahre zunächst im eher unregelmäßigen Bereich. Später nahm sie zu.

## Ehrungen
Chetwynd-Talbot wurde 1994 mit der Doktor der Rechtswissenschaften ehrenhalber (Hon LLD) der University of Wolverhampton geehrt. 

## Ehe und Nachkommen
Am 28. Dezember 1973 heiratete er Deborah Jane Hutchinson, mit welcher er drei Kinder hat:
- Lady Victoria Chetwynd-Talbot (* 1976);
- James Chetwynd-Talbot, Viscount Ingestre (* 1978), ⚭ Polly Elizabeth Blackie;
- Hon. Edward Chetwynd-Talbot (* 1982), ⚭ Alexandra R. Myers.